# Craig Davies
Craig Martin Davies (født 9. januar 1986 i Burton upon Trent, England) er en walisisk tidligere fodboldspiller (angriber). 
Price tilbragte størstedelen af sin karriere i de lavere engelske rækker, hvor han blandt andet repræsenterede Oxford, Oldham og Bolton. Han stoppede sin karriere i 2020 efter et ophold hos Mansfield, og nåede i alt at spille 460 kampe i det engelske ligasystem i løbet af sin 14 år lange karriere.
Davies spillede desuden syv kampe for det walisiske landshold. Han debuterede for holdet i en venskabskamp mod Slovenien 17. august 2005. Han deltog også i kvalifikationskampe til både VM 2006 og VM 2014, men nåede aldrig at repræsentere Wales ved en slutrunde.